# Bonia unicolor
Bonia unicolor är en fjärilsart som beskrevs av Walker 1862. Bonia unicolor ingår i släktet Bonia och familjen signalmalar. Inga underarter finns listade i Catalogue of Life.